# ISO 3166-2:TD
ISO 3166-2:TD es la entrada para Chad en ISO 3166-2, parte de los códigos de normalización ISO 3166 publicados por la Organización Internacional de Normalización (ISO), que define los códigos para los nombres de las principales subdivisiones (p.ej., provincias o estados) de todos los países codificados en ISO 3166-1.
En la actualidad, para Chad los códigos ISO 3166-2 se definen para 23 provincias (mintaqah).
Cada código consta de dos partes, separadas por un guion. La primera parte es TD, el código ISO 3166-1 alfa-2 para Chad. La segunda parte tiene dos letras.

## Códigos actuales
Los nombres de las subdivisiones se ordenan según el estándar ISO 3166-2 publicado por la Agencia de Mantenimiento ISO 3166 (ISO 3166/MA).
Los códigos ISO 639 se usan para representar los nombres de las subdivisiones en los siguientes idiomas oficiales:
- (ar): Árabe
- (fr): Francés

Pulsa sobre el botón en la cabecera para ordenar cada columna.
| Código | Nombre de la subdivisión (ar) (BGN/PCGN 1956) | Nombre de la subdivisión (fr)                        | Nombre de la subdivisión (es) |
| ------ | --------------------------------------------- | ---------------------------------------------------- | ----------------------------- |
| TD-BA  | Al Baţḩā’                                     | Batha                                                | Batha                         |
| TD-BG  | Baḩr al Ghazāl                                | Bahr el Ghazal (la variante local es Barh-el-Ghazal) | Barh El Gazel                 |
| TD-BO  | Būrkū                                         | Borkou                                               | Borkou                        |
| TD-CB  | Shārī Bāqirmī                                 | Chari-Baguirmi                                       | Chari-Baguirmi                |
| TD-EE  | Inīdī ash Sharqī                              | Ennedi-Est                                           | Ennedi Este                   |
| TD-EO  | Inīdī al Gharbī                               | Ennedi-Ouest                                         | Ennedi Oeste                  |
| TD-GR  | Qīrā                                          | Guéra                                                | Guéra                         |
| TD-HL  | Ḩajjar Lamīs                                  | Hadjer Lamis                                         | Hadjer-Lamis                  |
| TD-KA  | Kānim                                         | Kanem                                                | Kanem                         |
| TD-LC  | Al Buḩayrah                                   | Lac                                                  | Lac                           |
| TD-LO  | Lūghūn al Gharbī                              | Logone-Occidental                                    | Logone Occidental             |
| TD-LR  | Lūghūn ash Sharqī                             | Logone-Oriental                                      | Logone Oriental               |
| TD-MA  | Māndūl                                        | Mandoul                                              | Mandoul                       |
| TD-MC  | Shārī al Awsaţ                                | Moyen-Chari                                          | Moyen-Chari                   |
| TD-ME  | Māyū Kībbī ash Sharqī                         | Mayo-Kebbi-Est                                       | Mayo-Kebbi Este               |
| TD-MO  | Māyū Kībbī al Gharbī                          | Mayo-Kebbi-Ouest                                     | Mayo-Kebbi Oeste              |
| TD-ND  | Madīnat Injamīnā                              | Ville de Ndjamena                                    | Yamena                        |
| TD-OD  | Waddāy                                        | Ouaddaï                                              | Ouaddaï                       |
| TD-SA  | Salāmāt                                       | Salamat                                              | Salamat                       |
| TD-SI  | Sīlā                                          | Sila                                                 | Sila                          |
| TD-TA  | Tānjīlī                                       | Tandjilé                                             | Tandjilé                      |
| TD-TI  | Tibastī                                       | Tibesti                                              | Tibesti                       |
| TD-WF  | Wādī Fīrā’                                    | Wadi Fira                                            | Wadi Fira                     |

## Cambios
Los siguientes cambios de entradas han sido anunciados en los boletines de noticias emitidos por el ISO 3166/MA desde la primera publicación del ISO 3166-2 en 1998, cesando esta actividad informativa en 2013.
| Informe                       | Fecha de emisión | Descripción del cambio reportado | Cambio de código o subdivisión |
| ----------------------------- | ---------------- | --- | --- |
| Boletín I-8                   | 2007-04-17       | Modificación de la estructura administrativa | Presentación de las subdivisiones: 14 prefecturas (véase abajo) → 18 regiones |
| Boletín II-2                  | 2010-06-30       | Se actualizan: la estructura administrativa, los idiomas y la fuente de la lista | Subdivisiones añadidas: TD-BG Bahr el Gazel TD-BO Borkou TD-EN Ennedi TD-SI Sila TD-TI Tibesti Subdivisión borrada: TD-BET Borkou-Ennedi-Tibesti                                                                   |
| Plataforma en línea de la ISO | 2014-11-03       | Se añaden dos regiones: TD-EE y TD-EO; Cambio ortográfico de TD-BA; se borra TD-EN; Se actualiza la fuente de la lista | Subdivisiones añadidas: TD-EE Ennedi-Est (fr) TD-EO Ennedi-Ouest (fr) Subdivisión borrada:TD-EN Innīdī (ar), Ennedi (fr) Cambio ortográfico: TD-BA Al Baṭḩah (ar) → Al Baţḩah                                      |
| Plataforma en línea de la ISO | 2020-11-24       | Cambia la categoría de la subdivisión: de región a provincia; Modificación ortográfica para TD-BA, TD-LO, TD-LR, TD-TA, TD-WF en árabe; se añade la variante local para TD-BG en francés; se añade el nombre de la subdivisión de TD-EE, TD-OE en árabe; Se actualiza la fuente de la lista | Cambios ortográficos:TD-BA Al Baţḩah (ar) → Al Baţḩā’ TD-LO Lūqūn al Gharbī (ar) → Lūghūn al Gharbī TD-LR Lūqūn ash Sharqī (ar) → Lūghūn ash Sharqī TD-TA Tānjilī (ar) → Tānjīlī TD-WF Wādī Fīrā (ar) → Wādī Fīrā’ |

### Códigos anteriores al Boletín I-8
Nota: Muchas de las anteriores prefecturas comparten el mismo código y nombre con las actuales regiones.
| Código anterior | Nombre de la subdivisión |
| --------------- | ------------------------ |
| TD-BA           | Batha                    |
| TD-BI           | Biltine                  |
| TD-BET          | Borkou-Ennedi-Tibesti    |
| TD-CB           | Chari-Baguirmi           |
| TD-GR           | Guéra                    |
| TD-KA           | Kanem                    |
| TD-LC           | Lac                      |
| TD-LO           | Logone-Occidental        |
| TD-LR           | Logone-Oriental          |
| TD-MK           | Mayo-Kébbi               |
| TD-MC           | Moyen-Chari              |
| TD-OD           | Ouaddaï                  |
| TD-SA           | Salamat                  |
| TD-TA           | Tandjilé                 |